# C/1996 B2 (Хякутакэ)
Комета Хякутакэ, официальное название C/1996 B2 (Hyakutake) — долгопериодическая комета, открытая 30 января 1996 года японским астрономом-любителем Юдзи Хякутакэ. В марте 1996 года комета прошла сравнительно близко от Земли (её подход был одним из максимальных сближений комет с Землёй за последние 200 лет). Комета была очень яркой и легко наблюдалась невооружённым глазом в ночном небе, благодаря чему получила название «Большой кометы 1996 года». На некоторое время комета Хякутакэ затмила комету Хейла — Боппа, которая в это время приближалась к внутренней области Солнечной системы.
Наблюдение за кометой Хякутакэ привело к нескольким научным открытиям. Наиболее удивительным для учёных стало впервые обнаруженное рентгеновское излучение кометы, вызванное, вероятно, взаимодействием ионизированного солнечного ветра с нейтральными атомами в коме кометы. Кроме того, космический аппарат «Улисс» неожиданно для всех пересёк хвост кометы Хякутакэ на расстоянии более 500 млн км от ядра.
До последнего прохода кометы Хякутакэ через Солнечную систему её орбитальный период был равен 17 000 лет, но после взаимодействия с гравитационным полем планет-гигантов он увеличился до 70 000 лет или больше[уточнить].

## Хронология

### Открытие
Комета была открыта 30 января 1996 года японским астрономом-любителем Юдзи Хякутакэ. К тому моменту он уже несколько лет занимался поиском комет, что во многом определило его переезд в префектуру Кагосима ради более тёмного неба сельских районов. Местом его обычных наблюдений была гора примерно в 15 км от его дома. Для обозрения звёздного неба он использовал мощный широкоугольный астрономический бинокль с 6-дюймовыми объективами (150 мм) Fujinon 25x150 MT-SX, установленный на монтировке.
Эта комета стала второй по счёту, открытой Хякутакэ. Первую, C/1995 Y1 он открыл 26 декабря 1995 года, однако в итоге та не достигла большой яркости: наблюдать её можно было только в телескоп. Пять недель спустя, наблюдая за C/1995 Y1 и окружающим пространством, он заметил ещё одну комету, всего в 4° от того участка неба, где ранее обнаружил первую. Вспоминая о своём состоянии в момент обнаружения новой кометы, Хякутакэ писал:

Честно говоря, я был немного растерян. Моя реакция была несколько трудной для понимания, так как изначально я намеревался поехать [на своё обычное место], чтобы сделать снимок первой кометы. Вторую комету я нашёл в том же месте, что и первую, рядом с созвездиями Весов и Гидры.
Оригинальный текст (англ.)Actually, I was feeling a bit confused. My reaction was somewhat complicated, since I had originally intended to go to the viewing spot to take a picture of my first comet. I found the second comet in the same area as the first one, near the constellations of Libra and Hydra.

С трудом веря в свою удачу, Хякутакэ сообщил об открытии в Национальную астрономическую обсерваторию Японии. В тот же день открытие было подтверждено независимыми наблюдателями. В момент обнаружения комета находилась на расстоянии примерно 2 а. е. от Солнца, обладая видимой звёздной величиной 11,0m и угловым диаметром в 2,5—3 минуты. Уже после своего открытия комета Хякутакэ была найдена на снимке, сделанном 1 января 1996 (то есть до того, как её открыли), когда она находилась на расстоянии 2,4 а. е. от Земли и обладала блеском 13,3m.
Первые расчёты орбиты кометы, выполненные руководителем Центрального бюро астрономических телеграмм Брайаном Марсденом 3 февраля, показали, что 25 марта 1996 года комета пройдёт примерно в 0,1 а. е. от Земли. Для комет это очень малое расстояние: в прошлом веке только четыре «хвостатые странницы» проходили ближе: С/1983 H1 (IRAS — Араки — Алкока), 7P/Понса — Виннеке, 73P/Швассмана — Вахмана и C/1983 J1 (Сугано — Сайгусы — Фудзикавы).
На начало 1996 года яркие кометы не появлялись почти 20 лет: последней «Большой» была комета Уэста (C/1975 V1). С середины 1995 года астрономы уже ожидали появления другой кометы, C/1995 O1 (Хейла — Боппа), которой предрекали нарушить этот долгий «бескометный» период в 1997 году. Открытие кометы Хякутакэ дало основание предполагать, что она опередит Хейла — Боппа и станет следующей в череде ярких комет, если только её активность сохранится.
Кометы, впервые прилетающие в нашу систему из облака Оорта, нередко поначалу ярко «вспыхивают», но затем их блеск спадает, как только испаряется их верхний слой летучих веществ. Так, например, произошло с кометой Когоутека в 1973 году: изначально считалось, что она будет очень яркой, но комета не оправдала прогнозов, достигнув лишь умеренных показателей. Уже с самого начала расчёты орбиты показывали, что комета Хякутакэ — не «новая», а долгопериодическая: в последний раз она была в Солнечной системе приблизительно 17 000 лет назад, причём она приближалась к Солнцу не один раз. Эти данные указывали на то, что яркость C/1996 B2 не претерпит резких изменений, и что появление кометы будет очень запоминающимся.

### Проход кометы мимо Земли
К середине февраля комета достигла яркости 8,5m, и её стало возможным наблюдать в небольшие бинокли, а к концу февраля — уже увидеть невооружённым глазом. До середины марта она всё ещё была не слишком заметной, достигнув лишь 4-й звёздной величины и обладая хвостом длиной 5°. Однако чем ближе комета подходила к Земле, тем быстрее возрастали её яркость, диаметр комы и длина хвоста. Так, если 13 марта угловой диаметр комы C/1996 B2 оценивался в 20 минут, то 19 марта он превысил 1°, что в два раза больше, чем видимый диаметр Луны. К 24 марта комета стала одним из наиболее ярких объектов ночного неба, а длина её хвоста была уже 35°. Комета была примечательного синевато-зелёного цвета.
25 марта комета Хякутакэ максимально приблизилась к Земле (0,1018 а. е. = 15,2 млн км). Комета двигалась настолько быстро (около 50 км/с), что её движение можно было заметить всего за несколько минут наблюдения звёздного неба; за 30 минут она покрывала расстояние, равное полному диаметру Луны (0,5°). Наблюдатели сообщали, что её яркость равна 0-й звёздной величине, а длина хвоста выросла до 80° (абсолютный рекорд видимого размера хвоста кометы). Её кома, находящаяся к тому моменту почти в зените для наблюдателей средних северных широт, достигала примерно 1,5—2° в диаметре (то есть примерно 3—4 полных диаметра Луны). Даже невооружённым глазом можно было легко увидеть, что голова кометы имеет зеленоватый цвет (следствие сильной эмиссии двухатомного углерода C2).
Во время прохождения кометы рядом с Землёй жителям северного полушария представилась возможность наблюдать её всю ночь, так как из-за своего большого наклонения видимая траектория кометы Хякутакэ пролегала по приполярным созвездиям. Такие условия наблюдения для комет необычны: самые яркие кометы XX века приходилось наблюдать в сумеречное время суток, а большинство остальных комет открываются вблизи Солнца в так называемой «зоне Эверхарта».
В отличие от других «Больших» комет, в частности, той же кометы Хейла — Боппа, появление которой состоялось в следующем 1997 году, C/1996 B2 стала заметной именно благодаря своему сближению с Землёй, а не из-за своих размеров, вследствие этого она была яркой всего несколько дней. Кроме того, в некоторых странах Европы (в частности, Англии) из-за неблагоприятных погодных условий в марте 1996 её наблюдение было сильно затруднено.

### Перигелий и путь после него
После близкого подхода к Земле блеск кометы упал до 2-й величины, и держался около этого значения вблизи перигелия (1 мая 1996 года), после чего продолжил спадать. Вдобавок к ионному хвосту, который можно было наблюдать ранее, у кометы появился пылевой хвост. Правда, теперь уже её близость к Солнцу затрудняла наблюдения. Изучение кометы во время прохождения перигелия продолжалось при помощи спутника SOHO, который в это же время зарегистрировал большой выброс корональных масс. Расстояние между кометой и Солнцем в то время составляло 0,23 а. е.
После прохождения перигелия комета Хякутакэ быстро теряла яркость, и к концу мая стала недоступной невооружённому глазу. Теперь комета переместилась в южное полушарие, но таких широких исследований, как раньше, уже не проводилось. Последнее из известных наблюдений было сделано 2 ноября 1996 года.

## Научные результаты

### Орбита
Орбита кометы Хякутакэ обладает рядом особенностей. Помимо того, что траектория кометы позволила ей сблизиться с Землёй, был обнаружен ещё один необычный факт: плоскость орбиты кометы имеет наклонение в 125°, то есть располагается почти перпендикулярно плоскости эклиптики. Этот факт, а также долгий период кометы указывают на то, что она образовалась в облаке Оорта, а не в поясе Койпера.
Изначальный период обращения кометы вокруг Солнца оценивался в 17 000 лет, но в 1996 году на орбиту кометы сильно повлияла гравитация планет-гигантов, и сейчас оценки времени возвращения кометы варьируются от 70 000 до 110 000 лет. При этом точка максимального удаления от Солнца (афелий) располагается в 4560 а. е. (или 0,072 св. г.).

### Проход космического аппарата через хвост кометы
1 мая 1996 года произошло непредвиденное учёными событие: исследовательский аппарат «Улисс» прошёл через хвост кометы Хякутакэ. В этот момент он находился на расстоянии 3,73 а. е. от Солнца, а угол наклона к эклиптике составлял около 45°. Свидетельства о встрече не были обнаружены вплоть до 1998 года. Группа астрономов, изучающих архивные данные с Улисса, обратила внимание на резкое повышение уровня протонов, а также изменения силы и направления магнитного поля вокруг аппарата во время полёта. Это значило, что Улисс пересёк след какого-то объекта, предполагалось, что кометы.
Выяснением, что это был за объект, занялись в 2000 году две независимые группы учёных. Группа, занимающаяся магнитными измерениями, отталкивалась от факта, что такие изменения магнитного поля схожи с явлениями, которые, как считается, происходят в ионных хвостах комет. Не обнаружив зарегистрированных комет вблизи Улисса, группа расширила поиски. Вскоре она выяснила, что 23 апреля 1996 года Хякутаке пересекла орбитальную плоскость аппарата, будучи на расстоянии 500 млн км от него. Под действием солнечного ветра со скоростью около 750 км/с смещение хвоста к точке встречи с аппаратом заняло бы как раз 8 дней. На основании данных Улисса было также установлено, что источник следа находился в плоскости орбиты кометы Хякутакэ.
В то же время другая группа, работая над данными, полученными с ионного спектрометра Улисса, установила резкий скачок уровня ионов. Относительно высокое содержание химических элементов означало, что источник точно был кометой. Благодаря встрече с Улиссом было установлено, что длина хвоста этой кометы составляла, по крайней мере, 570 млн км (3,8 а. е.). Это почти в 2 раза больше, чем предыдущий рекорд в 2 а. е., принадлежащий хвосту Большой кометы 1843 года.

### Состав
Произведённые с Земли наблюдения выявили наличие различных соединений углеводородов, азота и серы, в частности, цианистого (HCN) и изоцианистого (HNC) водорода, H13CN, изоциановой кислоты (HNCO), угарного газа (CO), метилового спирта (CH3OH), формальдегида (H2CO), моносульфида углерода (CS), сероводорода (H2S). Впервые для комет были обнаружены органические газы — этан (C2H6) и метан (CH4). Химический анализ показал, что относительное содержание последних было примерно равным. Это указывает на то, что комета родилась в межзвёздном пространстве вдали от Солнца, излучение которого испарило бы эти летучие соединения. Ледяные массы кометы Хякутакэ, должно быть, сформировались при температуре 20 К или меньше. Вероятнее всего, «родная» для кометы среда была плотнее, чем обычное межзвёздное облако.
Спектроскопическими методами было определено содержание во льдах кометы дейтерия. Было обнаружено, что отношение D/H (дейтерия к водороду) равно примерно 3,0⋅10−4, в то время как в океанах на Земле оно составляет всего 1,6⋅10−4. Существует теория, согласно которой основным источником воды на Земле стали упавшие на планету кометы, но подобное более высокое отношение D/H, выявленное в кометах Хякутакэ, Хейла — Боппа и Галлея, даёт основания сомневаться в ней.

### Рентгеновское излучение
Одной из самых больших неожиданностей, которые преподнесла комета Хякутакэ, было очень сильное рентгеновское излучение. Оно было зафиксировано аппаратом ROSAT 27 марта 1996 года. Такое излучение у комет было замечено в первый раз, однако вскоре астрономы убедились, что оно есть почти у каждой кометы. Наиболее сильное излучение исходило из головы кометы с «солнечной» стороны.
Предполагается, что причиной подобного явления служит комбинация двух процессов. Бо́льшую роль играет взаимодействие между заряженными частицами солнечного ветра и веществом, испаряющимся из ядра кометы. Хотя у других космических объектов (например, у Луны) и было замечено явление отражения солнечных рентгеновских лучей, простые расчёты показывают, что, даже при условии наивысшей отражающей способности у молекулы или частицы пыли, невозможно объяснить столь сильное излучение, тогда как «атмосфера» кометы Хякутакэ довольно тонкая и разреженная. Наблюдения кометы C/1999 S4 (LINEAR) с помощью орбитальной рентгеновской обсерватории «Чандра» в 2000 году позволили установить, что основной причиной рентгеновского излучения был обмен зарядами при столкновении высокоактивных ионов оксида углерода и азота в солнечном ветре с нейтральными молекулами воды, кислорода и водорода в коме.

### Ядро кометы и его активность
Радиолокационные наблюдения в обсерватории Аресибо показали, что ядро кометы Хякутакэ составляло около 2 км в поперечнике и было окружено «роем» частиц размером с гальку, выбрасываемых со скоростью несколько метров в секунду. Эти измерения подтверждались выводами, сделанными на основании инфракрасных и радионаблюдений.
Малый размер ядра (для сравнения, ядро кометы Галлея имеет около 15 км в поперечнике, кометы Хейла — Боппа — около 40 км) при большой яркости самой кометы означает, что ядро должно быть очень активным. Большинство комет выделяют вещество только в определённых участках своей поверхности, но похоже, что у кометы Хякутакэ был активен весь (или почти весь) поверхностный слой. В начале марта скорость выделения пыли была равна 2 т/с, а при приближении кометы к перигелию увеличилась в 150 раз. В это же время скорость самого выброса увеличилась с 50 м/с до 500 м/с.
Наблюдения за выбросом вещества позволили астрономам установить скорость вращения ядра кометы. Было отмечено, что, проходя мимо Земли, комета выбрасывала большую массу вещества с периодом в 6,23 часа. Похожее, но меньшее извержение, происходившее с той же частотой, подтвердило, что это и был период вращения ядра кометы.

## Наследие кометы
После того, как стало ясно, что Хякутакэ пройдёт близко от Земли, в некоторых таблоидах появились сообщения о том, что комета на самом деле врежется в Землю. Издание «Weekly World News» назвало открытую комету «кометой Судного дня», перепутав, впрочем, почти все подробности её обнаружения. Тем не менее, реакция масс на Хякутакэ всё же была более спокойной, чем на ту же Хейла — Боппа годом позже.
Комета Хякутакэ упоминается в некоторых художественных фильмах. Главная героиня мелодрамы 2002 года «Спеши любить» (англ. A Walk to Remember), снятой Адамом Шенкманом, хотела собрать телескоп, чтобы увидеть эту комету, это желание исполняет её молодой человек ближе к концу фильма. В одной из сцен фильма «Ураган» Леонардо Пьераччони члены семьи Кварини ищут комету на небе.
Комета не была обойдена вниманием и астрологов. Так, она упоминается в книге Павла Глобы «Учение древних ариев», где ей посвящена глава под названием «Комета Спасителя».
В 1997 году студия Cyanogen Productions сняла о комете Хякутакэ документальный фильм «Comet Odyssey: Comet Hyakutake Brought to Life with Time Lapse Movies».